# Janovík
Janovík (in ungherese Jánoska) è un comune della Slovacchia facente parte del distretto di Prešov, nella regione omonima.